# Bosque Servio Aguirre
El Bosque Servio Aguirre (nombrado en honor al Dr. Servio Aguirre Villamagua) es un bosque protector ubicado en la parroquia de Santiago del cantón Loja, en la provincia de Loja (Ecuador). Tiene una extensión superficial calculada de 63 hectáreas. Fue creado bajo acuerdo ministerial Nro. 125 del 9 de noviembre del año 2000 y publicado en el Registro oficial Nro. 214 del 29 de noviembre del mismo año. 
Se encuentra a la vera de la vía panamericana 2 km antes de llegar a Santiago. La temperatura del sector promedia los 13 °C, por lo que se adscribe a la categoría de los bosques del clima subhúmedo temperado.

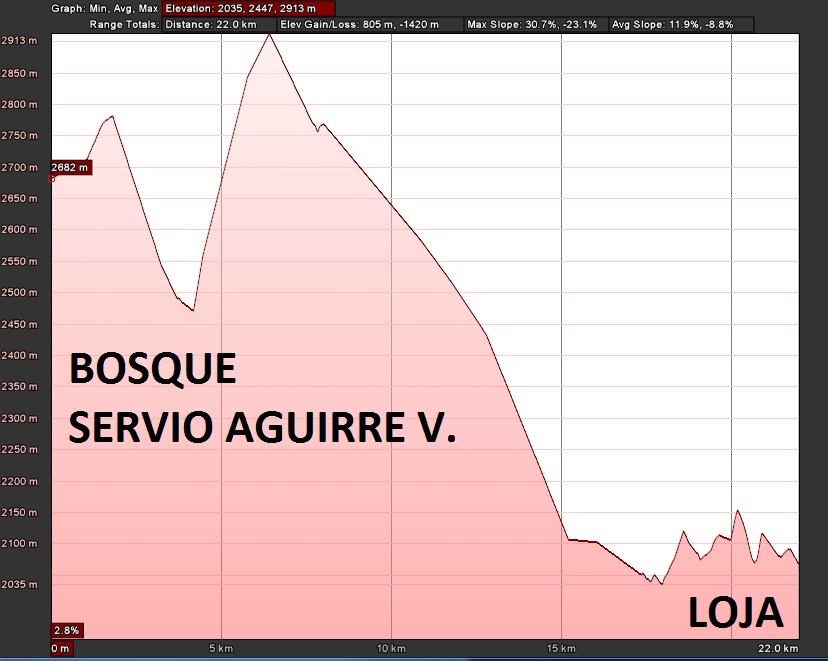
Altitud con respecto a la ciudad de Loja.

## Límites
- Al Norte: La loma Manzano
- Al Sur: Bosque Protector el Sayo
- Al oeste: El cerro Santa Bárbara
- Al este: La loma de Sayo

## Vegetales
- Actinidiaceae
  - (Saurauia sp);
- Araliaceae
  - Pumamaqui (Oreopanax rosei);
  - (Schefflera sp.);
- Betulaceae
  - Aliso (Alnus acuminata);
- Chloranthaceae
  - (Hedyosmum racemosum);
- Clethraceae
  - Almizcle (Clethra fimbriata);
- Clusiaceae
  - Duco (Clusia spp.);
- Cunoniaceae
  - Weinmannia macrophylla,
  - Cashco (Weinmannia fagaroides),
  - (Weinmannia glabra);
- Cyatheaceae
  - Helecho (Cyathea sp.);
- Elaeocarpaceae
  - (Vallea stipularis);
- Lauraceae
  - Canelo (Nectandra sp.);
- Melastomataceae
  - Sierra (Miconia spp.);
- Meliaceae
  - Cedro (Cedrela montana);
  - (Ruagea hirsuta);
- Myrsinaceae
  - (Geissanthus sp.);
- Piperaceae
  - Matico (Piper sp);
- Poaceae
  - Chincha (Chusquea sp.);
- Podocarpaceae
  - Romerillo macho (Podocarpus oleifolius);
  - Romerillo azuceno (Prumnopitys montana);
- Proteaceae
  - Cucharillo (Oreocallis grandiflora);
- Vochysiaceae
  - (Vochysia sp.)

## Aves
- Accipitridae
  - Gavilán campestre o gavilán pollero (Buteo magnirostris);
- Columbidae
  - Paloma (Columba fasciata)
- Cracidae
  - Pava barabada (Penelope barbata);
- Emberizidae
  - Chingolo o copetón (Zonotrichia capensis);
- Falconidae
  - Cernícalo americano (Falco sparverius);
  - Halcón peregrino (Falco peregrinus);
- Furnariidae
  - Trepatroncos ventribandeado o trepador colorado (Dendrocolaptes picumnus);
- Nyctibiidae
  - Nictibio común o uruatú menor (Nyctibius griseus);
- Picidae
  - Carpintero ventribarrado (Veniliornis nigriceps);
- Psittacidae
  - Loro carirrojo o lorito ecuatoriano (Hapalopsittaca pyrrhops);
  - Perico cachetidorado o perico paramuno (Leptosittaca branickii);
- Ramphastidae
  - Tucán andino (Andigena hypoglauca);
- Thraupidae
  - Tangara azulinegra (Tangara vassorii);
- Trochilidae
  - Colibrí picoespada (Ensifera ensifera);
  - Frentiestrella arcoiris o inca arcoiris (Coeligena iris);
- Trogonidae
  - Trogón enmascarado (Trogon personatus);
- Turdidae
  - Mirlo (Turdus serranus);
  - Mirlo negro (Turdus fuscater);
- Tyrannidae
  - Arriero piquinegro o gaucho mero (Agriornis montana)

- Datos: Q5732432